# Else Sehrig-Vehling

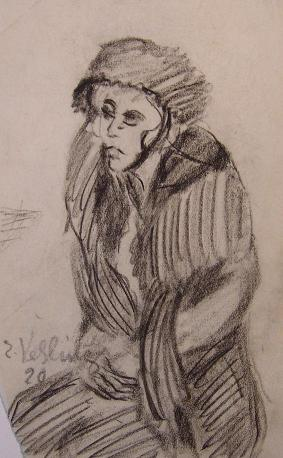
Graphitzeichnung 1920

Else Sehrig-Vehling (* 26. Mai 1897 in Düsseldorf; † 12. Februar 1994 in Bad Salzuflen) war eine deutsche Malerin des Expressionismus.

## Leben
Sie wurde als Tochter des Architekten Heinrich Vehling (1868–1944) und Eva Hubertine (geborene Habes) (1874–1953) in Düsseldorf geboren. Sie war Mitglied der Künstlergruppe Das Junge Rheinland. Ihr Stil wurde von Freundschaften zu Ernst Ludwig Kirchner, Carl Barth, Max Schwimmer, Fritz Winter und anderen deutschen Expressionisten geprägt.
Als die Düsseldorfer Kunstakademie 1921 die sog. „Damenklasse“ einrichtete, war Else Sehrig-Vehling eine der ersten weiblichen Akademieschülerinnen und Schülerin von Heinrich Nauen.
Sie wurde eine wichtige Persönlichkeit der Düsseldorfer Künstlerszene. 1933 heiratete sie Hermann Sehrig, deutscher Künstler und Mitglied des Deutschen Werkbundes.
Als eine der ersten Frauen an der Kunstakademie ehrte das Düsseldorfer Stadtmuseum ihr Frühwerk, 1983 mit einer Sonderausstellung.
Im Stadtmuseum in Düsseldorf befindet sich ihr Aquarell 1950 Titel Mädchen.

## Ausstellungen
| Jahr | Museum/Galerie                                                                                               |
| ---- | --- |
| 1930 | Juryfreie Kunstausstellung des Vereins zur Veranstaltung von Kunstausstellungen Düsseldorf 16.05.–05.10.1930 |
| 1941 | Die deutsche Malerin und Bildhauerin - Städtische Kunsthalle Düsseldorf                                      |
| 1941 | Herbstausstellung Düsseldorfer Künstler – Kunsthalle Düsseldorf                                              |
| 1954 | Große Weihnachtsausstellung der bild. Künstler von Rheinland Westfalen – Kunstpalast                         |
| 1955 | Große Weihnachtsausstellung der bild. Künstler von Rheinland Westfalen – Kunstpalast                         |
| 1956 | Große Weihnachtsausstellung der bild. Künstler von Rheinland Westfalen – Kunstpalast                         |
| 1957 | Große Weihnachtsausstellung der bild. Künstler von Rheinland Westfalen – Kunstpalast                         |
| 1961 | Große Weihnachtsausstellung der bild. Künstler von Rheinland Westfalen – Kunstpalast                         |
| 1962 | Große Weihnachtsausstellung der bild. Künstler von Rheinland Westfalen – Kunstpalast                         |
| 1963 | Große Weihnachtsausstellung der bild. Künstler von Rheinland Westfalen – Kunstpalast                         |
| 1963 | Galerie May/Düsseldorf                                                                                       |
| 1964 | Große Weihnachtsausstellung der bild. Künstler von Rheinland Westfalen – Kunstpalast                         |
| 1966 | Große Weihnachtsausstellung der bild. Künstler von Rheinland Westfalen – Kunstpalast                         |
| 1974 | Monte Carlo                                                                                                  |
| 1975 | Tessiner Malereien – Rocco Bello                                                                             |
| 1983 | Else Sehrig Vehling Sonderausstellung im Düsseldorfer Stadtmuseum                                            |